# Gulstrupig kungshöna
Gulstrupig kungshöna (Tetraophasis szechenyii) är en asiatisk fågel i familjen fasanfåglar inom ordningen hönsfåglar.

## Utseende och läte
Gulstrupig kungshöna är en stor (64 cm), gråbrun hönsfågel med vitspetsad stjärt, beigefärgad bandning tvärs över skapularer och vingar och ostreckad mantel. Strupen är orangebeige. Den liknar närbesläktade brunstrupig kungshöna (Tetraophasis obscurus) men skiljer sig genom ljusare strupe, rostfärgade istället för vita spetsar på buk- och flankfjädrar samt blågrå istället för beigegrå på rygg och övergump. Lätet är ett högljutt, upprepat två- eller tretonigt kacklande.

## Utbredning och systematik
Gulstrupig kungshöna förekommer i bergstrakter i östra Tibet och sydvästra Kina. Den behandlas som monotypisk, det vill säga att den inte delas in i några underarter. Den är nära släkt med och har tidvis betraktats som samma art som brunstrupig kungshöna.

## Levnadssätt
Gulstrupig kungshöna återfinns i subalpina skogar och buskmarker på 3300-4600 meters höjd. Fågeln lever av rötter, rotknölar, mossor, små frukter och gröna löv, men har även setts äta ris och majs i närheten av kloster i sydöstra Tibet. Parning har observerats i andra halvan av mars, äggläggning från mitten av mars till slutet av maj och ruvning från början av april till mitten av juni.

## Status och hot
Arten har ett stort utbredningsområde, men tros minska i antal, dock inte tillräckligt kraftigt för att den ska betraktas som hotad. Internationella naturvårdsunionen IUCN listar arten som livskraftig (LC). Världspopulationen har inte uppskattats, men den beskrivs som lokalt inte ovanlig, i kinesiska delen av utbredningsområdet vida spridd, dock ovanlig och mycket sällsynt och lokalt förekommande i Indien.

## Namn
Fågelns vetenskapliga artnamn hedrar Béla Graf Széchenyi von Sárvár-Felsővidék (1837-1908), ungersk upptäcktsresande och samlare av specimen i Centralasien 1877-1880 (Tetraophasis).